# Toy Story (Franchise)

Logo der Filmreihe

Toy Story ist ein US-amerikanisches Franchise der Walt Disney Company. Es handelt von Spielzeugen, die zum leben erwecken, was den Menschen jedoch verborgen bleibt. Es begann mit dem Film Toy Story von 1995. Dieser erhielt die Fortsetzungen Toy Story 2 (1999), Toy Story 3 (2010), A Toy Story: Alles hört auf kein Kommando (2019) und die beiden Spin-offs Captain Buzz Lightyear – Star Command: Das Abenteuer beginnt! (2000) und Lightyear (2022), die nach der gleichnamigen Actionfigur Buzz Lightyear benannt wurden. Zudem erschienen einige Kurzfilme sowie mehrere Fernsehserien. Toy Story 5 ist derzeit in Entwicklung.

## Filme
| Lfd. Nr. | Premiere             | Titel                                                         | Regie         | Drehbuch                                                | Produktion                               |
| -------- | -------------------- | ------------------------------------------------------------- | ------------- | ------------------------------------------------------- | ---------------------------------------- |
| 01       | 19. Nov. 1995        | Toy Story                                                     | John Lasseter | Joss Whedon, Andrew Stanton, Joel Cohen, Alec Sokolow   | Bonnie Arnold, Ralph Guggenheim          |
| 02       | 13. Nov. 1999        | Toy Story 2                                                   | John Lasseter | Andrew Stanton, Rita Hsiao, Doug Chamberlin, Chris Webb | Karen Robert Jackson, Helene Plotkin     |
| 03       | 12. Juni 2010        | Toy Story 3                                                   | Lee Unkrich   | Michael Arndt, Lee Unkrich                              | Darla K. Anderson                        |
| 04       | 11. Juni 2019        | A Toy Story: Alles hört auf kein Kommando                     | Josh Cooley   | Andrew Stanton, Stephany Folsom                         | Mark Nielsen, Jonas Rivera, Galyn Susman |
| 05       | 19. Juni 2026        | Toy Story 5                                                   | –             | –                                                       | –                                        |
|          | Buzz-Lightyear-Filme |                                                               |               |                                                         |                                          |
| 01       | 8. Aug. 2000         | Captain Buzz Lightyear – Star Command: Das Abenteuer beginnt! | Tad Stones    | Mark McCorkle, Bob Schooley, Bill Motz, Joe Roth        | Mark McCorkle, Bob Schooley, Tad Stones  |
| 02       | 15. Juni 2022        | Lightyear                                                     | Angus MacLane | Angus MacLane, Jason Headley                            | Galyn Susman                             |

## Fernsehserien
| Serie                                 | Staffel | Episoden | Premiere (Deutschland) | Finale          | Sender         |
| ------------------------------------- | ------- | -------- | ---------------------- | --------------- | -------------- |
| Toy Story Treats                      | 1       | 54       | 1996                   | 2000            | ABC Kids       |
| Captain Buzz Lightyear – Star Command | 1       | 52       | 1. Februar 2003        | 31. Januar 2004 | Disney Channel |
| Captain Buzz Lightyear – Star Command | 2       | 13       | 7. Februar 2004        | 8. Mai 2004     | Disney Channel |
| Toy Story Toons                       | 1       | 3        | 6. Mai 2012            | 22. Juni 2013   | Disney Channel |
| Forky hat eine Frage                  | 1       | 10       | 24. März 2019          | 22. März 2020   | Disney+        |
| Pixar Popcorn                         | 1       | 10       | 22. Januar 2021        | 22. Januar 2021 | Disney+        |

## Kurzfilme und Fernsehspecials
| Titel                                      | Veröffentlichung (Deutschland) | Regie            | Drehbuch         | Geschichte       | Produktion      |
| ------------------------------------------ | ------------------------------ | ---------------- | ---------------- | ---------------- | --------------- |
| Toy Story of Terror!                       | 22. Februar 2014               | Angus MacLane    | Angus MacLane    | Angus MacLane    | Galyn Susman    |
| Toy Story That – Mögen die Spiele beginnen |                                | Steve Purcell    | Steve Purcell    | Steve Purcell    | Galyn Susman    |
| Lamp Life                                  | 24. März 2020                  | Valerie LaPointe | Valerie LaPointe | Valerie LaPointe | Marc Sondheimer |

## Wiederkehrende Charaktere
| Rolle               | Hauptreihe        | Hauptreihe        | Hauptreihe                       | Hauptreihe               | Spin-Off     | Synchronisation                                      |
| Rolle               | Toy Story         | Toy Story 2       | Toy Story 3                      | Toy Story 4              | Lightyear    | Synchronisation                                      |
| Spielzeuge          | Spielzeuge        | Spielzeuge        | Spielzeuge                       | Spielzeuge               | Spielzeuge   | Spielzeuge                                           |
| ------------------- | ----------------- | ----------------- | -------------------------------- | ------------------------ | ------------ | ---------------------------------------------------- |
| Sheriff Woody       | Tom Hanks         | Tom Hanks         | Tom Hanks                        | Tom Hanks                |              | Peer Augustinski                                     |
| Buzz Lightyear      | Tim Allen         | Tim Allen         | Tim AllenJavier Fernández-Peña 1 | Tim Allen                | Chris Evans  | Walter von Hauff Tom Wlaschiha 5                     |
| Charlie Naseweis    | Don Rickles       | Don Rickles       | Don Rickles                      | Don Rickles              |              | Hartmut Neugebauer                                   |
| Slinky              | Jim Varney        | Jim Varney        | Blake Clark                      | Blake Clark              |              | Peter Thom                                           |
| Specki              | John Ratzenberger | John Ratzenberger | John Ratzenberger                | John Ratzenberger        |              | Michael Rüth                                         |
| Rex                 | Wallace Shawn     | Wallace Shawn     | Wallace Shawn                    | Wallace Shawn            |              | Ernst Wilhelm Lenik                                  |
| Porzellinchen       | Annie Potts       | Annie Potts       | Cameo                            | Annie Potts              |              | Alexandra Ludwig                                     |
| Aliens              | Jeff Pidgeon      | Jeff Pidgeon      | Jeff Pidgeon                     | Jeff Pidgeon             | Cameo        | Bernd Simon                                          |
| Sergeant            | R. Lee Ermey      | R. Lee Ermey      | R. Lee Ermey                     |                          |              | Reinhard Brock                                       |
| Billy, Goat & Gruff | Tiergeräusche     | Tiergeräusche     |                                  | Emily Davis              |              | Unbekannt                                            |
| Mr. Spell           | Jeff Pidgeon      | Jeff Pidgeon      |                                  |                          |              | Christoph Krix                                       |
| Imperator Zurg      | Gelöschte Szene   | Andrew Stanton    | Cameo                            |                          | James Brolin | Tommi Piper Jürgen Kluckert 5                        |
| Jessie              |                   | Joan Cusack       | Joan Cusack                      | Joan Cusack              |              | Carin C. Tietze                                      |
| Charlotte Naseweis  |                   | Estelle Harris    | Estelle Harris                   | Estelle Harris           |              | Inge Solbrig                                         |
| Barbie              |                   | Jodi Benson       | Jodi Benson                      | Cameo                    |              | Alexandra Schneider Maren Rainer 3 Carin C. Tietze 4 |
| Sepp Stachel        |                   |                   | Timothy Dalton                   | Timothy Dalton           |              | Rainer Guldener                                      |
| Mäusezahn           |                   |                   | Jeff Garlin                      | Jeff Garlin              |              | Jochen Bendel                                        |
| Trixie              |                   |                   | Kristen Schaal                   | Kristen Schaal           |              | Kathrin Gaube                                        |
| Dolly               |                   |                   | Bonnie Hunt                      | Bonnie Hunt              |              | Katharina Lopinski                                   |
| Combat Carl         | Stumm             |                   |                                  | Carl Weathers            |              | Dustin Semmelrogge                                   |
| Menschen            |                   |                   |                                  |                          |              |                                                      |
| Andy Davis          | John Morris       | John Morris       | John MorrisCharlie Bright 2      | John MorrisJack McGraw 2 |              | Oliver Cresswell                                     |
| Mrs. Davis          | Laurie Metcalf    | Laurie Metcalf    | Laurie Metcalf                   | Laurie Metcalf           |              | Maria Böhme                                          |
| Molly Davis         | Säugling          | Hannah Unkrich    | Bea Miller                       | Cameo                    |              |                                                      |
| Sid Phillips        | Erik von Detten   |                   | Cameo                            |                          |              |                                                      |
| Bonnie              |                   |                   | Emily Hahn                       | Madeleine McGraw         |              | Laura Jenni                                          |
| Bonnies Mutter      |                   |                   | Lori Alan                        | Lori Alan                |              | Petra Einhoff                                        |

## Rezeption

### Einspielergebnisse
Mit einem Gesamteinspielergebnis von ca. 3,26 Milliarden US-Dollar befindet sich die Filmreihe auf Platz 17 weltweit.
| Film                                      | Einspielergebnisse in US-Dollar | Einspielergebnisse in US-Dollar | Einspielergebnisse in US-Dollar | Budget        |
| Film                                      | Nordamerika                     | Deutschland                     | Weltweit                        | Budget        |
| ----------------------------------------- | ------------------------------- | ------------------------------- | ------------------------------- | ------------- |
| Toy Story                                 | 223.225.679                     | 14.467.033                      | 394.436.586                     | 30 Millionen  |
| Toy Story 2                               | 245.852.179                     | 12.969.188                      | 497.375.381                     | 90 Millionen  |
| Toy Story 3                               | 415.004.880                     | 17.104.362                      | 1.067.316.101                   | 200 Millionen |
| A Toy Story: Alles hört auf kein Kommando | 434.038.008                     | 7.172.538                       | 1.073.841.394                   | 200 Millionen |
| Hauptreihe:                               | 1.318.120.746                   | 51.713.121                      | 3.032.969.462                   | 520 Millionen |
| Lightyear                                 | 118.307.188                     | 1.380.219                       | 226.425.420                     | 200 Millionen |
| Gesamt:                                   | 1.436.427.934                   | 53.093.340                      | 3.259.394.882                   | 720 Millionen |

### Kritiken
Stand: 24. März 2024
| Film                                      | Rotten Tomatoes       | Metacritic        | IMDb                        |
| ----------------------------------------- | --------------------- | ----------------- | --------------------------- |
| Toy Story                                 | 100 % (96 Kritiken)00 | 96 (26 Kritiken)0 | 8,3 (1.064.111 Bewertungen) |
| Toy Story 2                               | 100 % (171 Kritiken)  | 88 (34 Kritiken)  | 7,9 (617.416 Bewertungen)0  |
| Toy Story 3                               | 098 % (312 Kritiken)  | 92 (39 Kritiken)  | 8,3 (889.313 Bewertungen)0  |
| A Toy Story: Alles hört auf kein Kommando | 097 % (460 Kritiken)  | 84 (57 Kritiken)  | 7,7 (278.657 Bewertungen)0  |
| Lightyear                                 | 074 % (321 Kritiken)  | 60 (57 Kritiken)  | 6,1 (123.095 Bewertungen)0  |

### Auszeichnungen (Auswahl)
Die Filmreihe gewann drei Oscars und wurde für acht weitere nominiert.

#### Oscars
- Auszeichnung des Special Achievement Awards an John Lasseter für Toy Story
- Nominierung in der Kategorie beste Filmmusik an Randy Newman für Toy Story
- Nominierung in der Kategorie bestes Originaldrehbuch an Joel Cohen, Peter Docter, John Lasseter, Joe Ranft, Alec Sokolow, Andrew Stanton und Joss Whedon für Toy Story
- Nominierung in der Kategorie bester Song an Randy Newman für Toy Story
- Nominierung in der Kategorie bester Song an Randy Newman für Toy Story 2
- Auszeichnung in der Kategorie bester Animationsfilm an Lee Unkrich für Toy Story 3
- Auszeichnung in der Kategorie bester Song an Randy Newman für Toy Story 3
- Nominierung in der Kategorie bester Film an Darla K. Anderson für Toy Story 3
- Nominierung in der Kategorie bester Tonschnitt an Tom Myers und Michael Silvers für Toy Story 3
- Nominierung in der Kategorie bestes adaptiertes Drehbuch an Michael Arndt, John Lasseter, Andrew Stanton und Lee Unkrich für Toy Story 3
- Auszeichnung in der Kategorie bester Animationsfilm an Josh Cooley, Mark Nielsen und Jonas Rivera für A Toy Story: Alles hört auf kein Kommando
- Nominierung in der Kategorie bester Song an Randy Newman für A Toy Story: Alles hört auf kein Kommando